# Nagari Koto Tinggi
Nagari Koto Tinggi is een bestuurslaag in het regentschap Agam van de provincie West-Sumatra, Indonesië. Nagari Koto Tinggi telt 7883 inwoners (volkstelling 2010).